# متعهد النقل

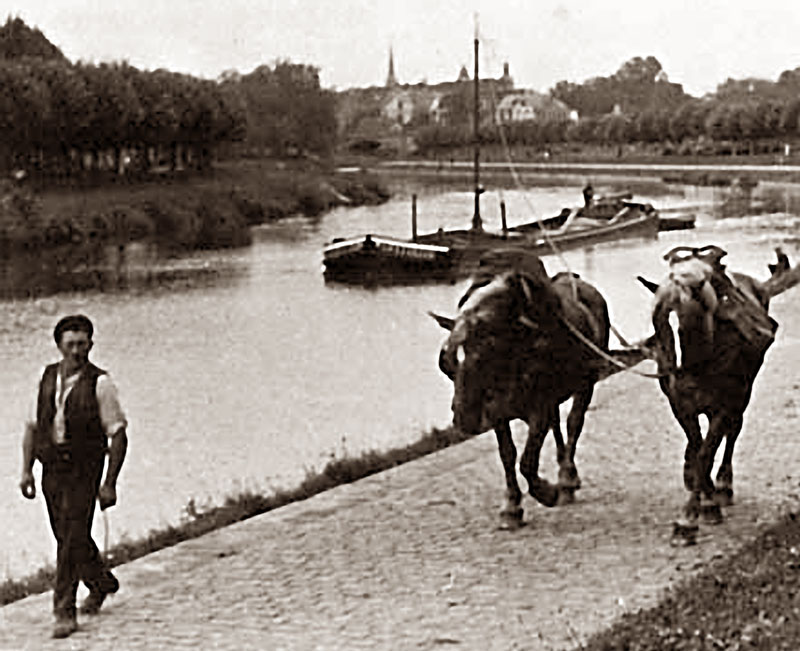

متعهد النقل هو نقل البضائع عن طريق البر أو السكك الحديدية. ويشمل النقل الأفقي للخام والفحم والإمدادات والنفايات، ويسمى أيضًا النقل بالعربات.